# Hemerodromia flaviventris
Hemerodromia flaviventris är en tvåvingeart som beskrevs av Yang 1991. Hemerodromia flaviventris ingår i släktet Hemerodromia och familjen dansflugor. Inga underarter finns listade i Catalogue of Life.